# Корк'яно
Корк'яно (італ. Corchiano) — муніципалітет в Італії, у регіоні Лаціо,  провінція Вітербо.
Корк'яно розташований на відстані близько 55 км на північ від Рима, 23 км на схід від Вітербо.
Населення — 3907 осіб (2014).
Щорічний фестиваль відбувається 3 лютого. Покровитель — святий Власій.

## Демографія
Населення за роками:

Станом на 1 січня 2023 року в муніципалітеті офіційно проживав 401 іноземець з 29 країн, серед них 255 громадян країн Євросоюзу.

## Сусідні муніципалітети
- Чивіта-Кастеллана
- Фабрика-ді-Рома
- Галлезе
- Віньянелло